# Gornja Šumetlica
Gornja Šumetlica est une localité de Croatie située dans la municipalité de Pakrac, comitat de Požega-Slavonie. Au recensement de 2001, elle comptait 76 habitants.